# Coppa Bernocchi 1941
De 23e editie van de wielerwedstrijd Coppa Bernocchi werd gehouden op 28 september 1941. De wedstrijd begon Legnano in en eindigde na 242,7 kilometer in Legnano. De titelverdediger was de Italiaan Aldo Bini. De Italiaan Severino Canavesi won deze wedstrijd 

## Uitslag
| Einduitslag |                    |           |          |
| Plaats      | Naam               | Ploeg     | Tijd     |
| 1           | Severino Canavesi  | Gloria    | 6u35'00" |
| 2           | Mario De Benedetti | Legnano   | + 0’01   |
| 3           | Mario Ricci        | Legnano   | + 100m   |
| 4           | Osvaldo Bailo      | Gerbi     | + 160m   |
| 5           | Salvatore Crippa   | Viscontea | + 250m   |
| 6           | Primo Zuccotti     | Bianchi   | + 1’00   |
| 7           | Antonio Bevilacqua | Bianchi   | z.t.     |
| 8           | Cino Cinelli       | Bianchi   | z.t.     |
| 9           | Olimpio Bizzi      | Bianchi   | z.t.     |
| 10          | Fausto Coppi       | Legnano   | z.t.     |

1919 · 1920 · 1921 · 1922 · 1923 · 1924 · 1925 · 1926 · 1927 · 1928 · 1929 · 1930 · 1931 · 1932 · 1933 · 1934 · 1935 · 1936 · 1937 · 1938 · 1939 · 1940 · 1941 · 1942 · 1943 · 1944 · 1945 · 1946 · 1947 · 1948 · 1949 · 1950 · 1951 · 1952 · 1953 · 1954 · 1955 · 1956 · 1957 · 1958 · 1959 · 1960 · 1961 · 1962 · 1963 · 1964 · 1965 · 1966 · 1967 · 1968 · 1969 · 1970 · 1971 · 1972 · 1973 · 1974 · 1975 · 1976 · 1977 · 1978 · 1979 · 1980 · 1981 · 1982 · 1983 · 1984 · 1985 · 1986 · 1987 · 1988 · 1989 · 1990 · 1991 · 1992 · 1993 · 1994 · 1995 · 1996 · 1997 · 1998 · 1999 · 2000 · 2001 · 2002 · 2003 · 2004 · 2005 · 2006 · 2007 · 2008 · 2009 · 2010 · 2011 · 2012 · 2013 · 2014 · 2015 · 2016 · 2017 · 2018 · 2019 · 2020 · 2021 · 2022 · 2023 · 2024